# Andrés Muñoz Franco
Andrés Felipe Muñoz Franco é um atleta colombiano da modalidade patinação de velocidade que foi campeão sul-americano em Medellín 2010.

A trajetória esportiva de Andrés Muñoz Franco se identifica por sua participação nos seguintes eventos nacionais e internacionais:

## Jogos Sul-Americanos
Foi reconhecido o seu triunfo por ser o 11º atleta com mais medalhas da delegação da Colômbia em Medellín 2010.

### Jogos Sul-Americanos de Medellín 2010
Por seu desempenho na nona edição dos Jogos, foi destaque por ser o 23º atleta com o maior de número de medalhas entre todos os participantes do evento, com um total de 6 medalhas::

- , Medalha de ouro: Patinação de velocidade 1000m pista masculino
- , Medalha de ouro: Patinação de velocidade Revezamento 3000m pista masculino
- , Medalha de ouro: Patinação de velocidade 200m contra o relógio estrada masculino
- , Medalha de prata: Patinação de velocidade 300m contra o relógio pista masculino
- , Medalha de prata: Patinação de velocidade Velocidade 500m estrada masculino
- , Medalha de bronze: Patinação de velocidade Maratona estrada masculino